# 64 Batalion Saperów
64 batalion saperów (64 bsap) – pododdział wojsk inżynieryjno-saperskich ludowego Wojska Polskiego.
Batalion został sformowany w 1951w Pińczowie (Krakowski Okręg Wojskowy), w składzie 11 Korpusu Piechoty.
W 1953 roku batalion wszedł w skład 11 Korpusu Armijnego (Śląski Okręg Wojskowy).
Następnie jednostka została dyslokowana do Gliwic, gdzie zajęła koszary położone przy ulicy Zawiszy Czarnego. W 1955 batalion został przeniesiony do Szczakowej, gdzie zajął koszary po rozformowanym 78 pułku piechoty. W 1956 batalion został rozformowany.